# 第1普通科大隊
第1普通科大隊（だいいちふつうかだいたい、JGSDF 1st Infantry Battalion(Airborne)）は、陸上自衛隊習志野駐屯地（千葉県船橋市）に駐屯する第1空挺団隷下の普通科部隊である。

## 沿革
- 2004年（平成16年）3月29日：普通科群第1普通科中隊（習志野駐屯地）を母体に増強改編され、第1普通科大隊が習志野駐屯地に新編。
- 2006年（平成18年）
  - 4月：第10次イラク復興支援群に警備部隊として派遣される。
  - 8月：戦闘などによる死傷者を出すことなく殿軍として無事に任務完遂する。
- 2008年（平成20年）
  - 3月26日：迫撃砲中隊廃止。3個迫撃砲小隊として各中隊に配属。
  - 11月20日～26日まで平成15年度改編後初の6夜7日の連続状況にわたる普通科大隊戦闘群検閲を富士演習場と周辺地区において実施。

## 部隊編成
- 第1普通科大隊本部
- 第1普通科大隊本部中隊「空挺団-1普本」
  - 中隊本部
  - 情報小隊
  - 通信小隊
  - 対戦車小隊
- 第1普通科中隊「空挺団-1普1」
- 第2普通科中隊「空挺団-1普2」
- 第3普通科中隊「空挺団-1普3」

## 主要装備
- 軽装甲機動車（LAV）
- 高機動車
- 1/2tトラック / 73式小型トラック
- 1 1/2tトラック / 73式中型トラック
- 3 1/2tトラック / 73式大型トラック
- 89式5.56mm小銃
- 対人狙撃銃　レミントン M24 SWS
- 9mm拳銃
- 9mm機関けん銃
- 5.56mm機関銃MINIMI
- 01式軽対戦車誘導弾（LMAT）
- 81mm迫撃砲 L16
- 中距離多目的誘導弾
- 個人用暗視装置 JGVS-V8